# جوزيف تومسون (سياسي)
جوزيف تومسون هو سياسي كندي، ولد في 19 يوليو 1867 في تورونتو في كندا، وتوفي في 16 مارس 1941. حزبياً، نشط في حزب أونتاريو المحافظ التقدمي. وقد انتخب عضو برلمان مقاطعة أونتاريو.